# SpaceX Dragon
Dragon é a designação de uma espaçonave capaz de levar carga e/ou uma tripulação de até sete pessoas à uma órbita terrestre baixa (LEO). Ela tem a capacidade de se ligar aos segmentos não-russos da Estação Espacial Internacional. A Dragon foi desenvolvida e é fabricada pela SpaceX, uma empresa privada Norte americana.

## O nome
O diretor e executivo e dono da SpaceX, Elon Musk, batizou a espaçonave como Dragon, em referência à música "Puff, the Magic Dragon" (1963) de Peter, Paul and Mary, como resposta aos críticos que consideravam seus projetos de voos espaciais impossíveis.

## Variantes

### Dragon CRS
A variante Dragon CRS é projetada especificamente para voos de carga para a ISS. A capsula é capturada pelo Canadarm2, usando um artefato específico do tipo "presilha", e acopla a Dragon ao segmento orbital Norte americano usando um mecanismo do tipo "common berthing mechanism". A Dragon CRS, não possui meios de manter uma atmosfera para astronautas. Ela usa a atmosfera da ISS quando acoplada. Nas missões típicas, a expectativa é de que a Dragon CRS permaneça acoplada à ISS por 30 dias.

### DragonLab

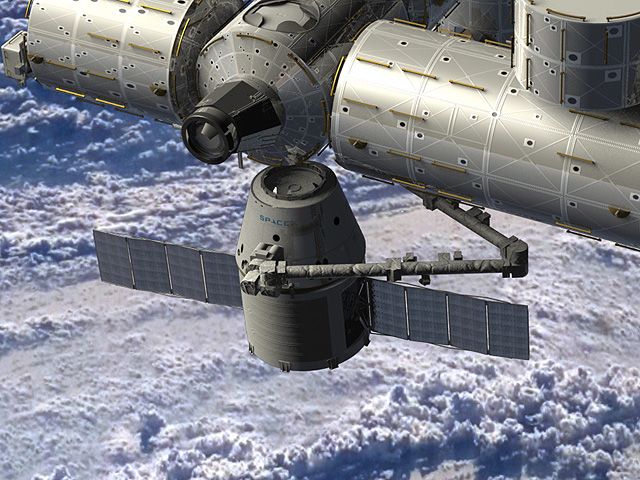
Representação artística da espaçonave Dragon CRS prestes a ser acoplada à ISS para a entrega de carga e mantimentos.

A intenção da variante DragonLab, é atuar em outras missões não tripuladas que não sejam para a NASA nem para a ISS. A DragonLab é uma espaçonave reutilizável, com controle de voo e capaz de transportar cargas úteis pressurizadas ou não. Em Agosto de 2013, havia duas missões para a DragonLab listadas na carteira da SpaceX: uma em 2016 e outra em 2018.

### DragonRider

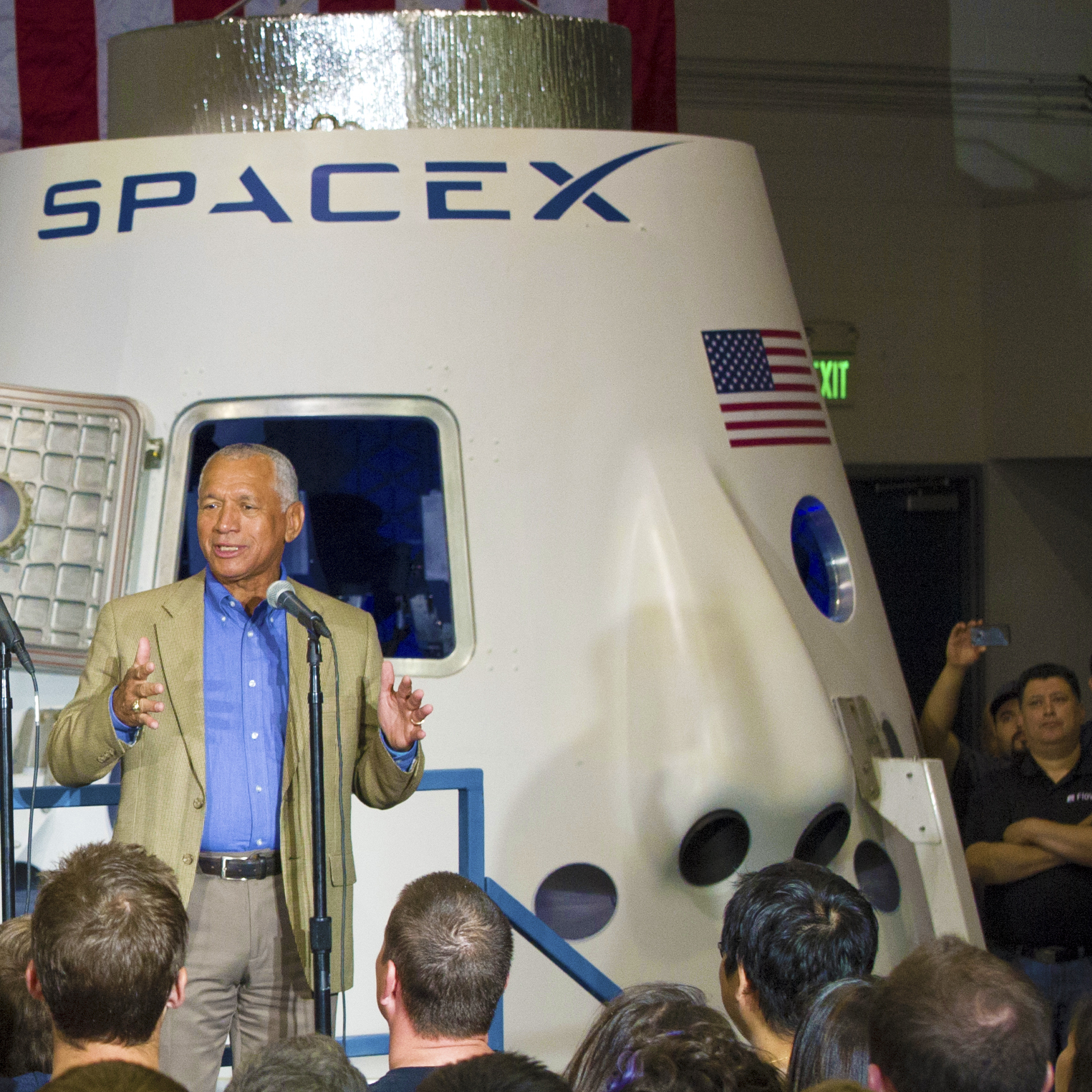
Um modelo da espaçonave DragonRider, exibindo os motores do sistema de escape no lançamento no exterior da cápsula, à direita.

A DragonRider, é a versão tripulada da Dragon. Vai suportar uma tripulação de sete pessoas ou uma combinação de tripulação e carga. Está planejada para executar voos autônomos automáticos ou manuais, executando manobras de acoplamento.
Para missões típicas, está previsto que a DragonRider permaneça acoplada à ISS por um período de 180 a 210 dias, o mesmo que a Soyuz já faz hoje.
A SpaceX planeja usar um sistema de escape no lançamento integrado à espaçonave, defendendo muitas vantagens deste sobre o sistema de torre de tração destacável usado na maioria dos voos tripulados de espaçonaves anteriores. Essas vantagens incluem: a disponibilidade de um sistema de escape durante todo o voo até a órbita, reutilização do sistema de escape, melhoria na segurança da tripulação eliminando um sistema de separação de estágio, a possibilidade de usar os motores do sistema de escape como retro foguetes durante um pouso em terra firme. Um paraquedas de emergência vai ser mantido como um sistema redundante e para pousos na água.
A Paragon Space Development Corporation está dando assistência no desenvolvimento do sistema de suporte à vida da DragonRider. A SpaceX está em negociação com fornecedores de material orbital para o desenvolvimento de um traje espacial a ser usado durante o lançamento e a reentrada.  Em uma conferência da NASA em 18 de Maio de 2012, a SpaceX confirmou novamente que o seu objetivo é manter o preço do lançamento de missões usando a DragonRider em US$ 140.000.000,00 ou US$ 20.000.000,00 por assento com uma tripulação máxima de 7 pessoas a bordo. Em contraste com os US$ 63.000.000,00 por assento para uma astronauta da NASA, pagos em um lançamento usando a espaçonave Soyuz.

## Voos efetuados

### Missão COTS Demo Flight 1
No dia 8 de dezembro de 2010, um foguete Falcon 9 carregando a cápsula Dragon foi lançado de Cabo Canaveral na Florida. A operação foi um sucesso e a Dragon se separou do foguete aproximadamente 10 minutos após o lançamento. Após completar duas órbitas ao redor da Terra a cápsula retornou pousando no Oceano Pacífico. Foi a primeira vez na história que uma espaçonave privada atingiu a órbita e foi trazida de volta para a superfície. Em dezembro de 2011, a NASA anunciou a intenção de lançar uma espaçonave "Dragon" para abastecer a Estação Espacial Internacional, tornando-se assim a primeira missão comercial e privada para esse fim.

### Missão COTS Demo Flight 2
O início da segunda missão, que incluiu um acoplamento com a Estação Espacial Internacional (ISS), era inicialmente planejado para 19 de maio de 2012. Foi a primeira tentativa de uma empresa privada para enviar uma cápsula de reabastecimento à Estação Espacial. O lançamento foi abortado pouco após a ignição, devido à alta pressão no motor de combustão da câmara 5.
Em 22 de maio de 2012 ocorreu a segunda tentativa de lançamento do foguete Falcon 9. A cápsula não tripulada Dragon atingiu a órbita terrestre dez minutos após seu lançamento a partir do Cabo Canaveral. A cápsula foi então capturada pelo braço robótico Canadarm2, atingindo com sucesso  o objetivo de ser o primeiro voo privado para a Estação. Esta missão, que incluiu o transporte de alimentos, abastecimentos e experiências para a ISS, que orbita a 385 quilômetros da Terra, foi um passo para a privatização da exploração espacial. A NASA encerrou no fim de 2011, após três décadas, o seu programa de viagens espaciais e a empresa SpaceX, com sede em Hawthorne (Califórnia), recebeu um contrato de 1,6 bilhões de dólares do programa de Serviços de Transportes de Órbita Comerciais (COTS) para a fabricação da cápsula Dragon e 12 missões de provisionamento da ISS.